# مونکلند ویلج
مونکلند ویلج (به انگلیسی: Monkland Village) یک منطقهٔ مسکونی در کانادا است که در استان کبک واقع شده‌است.